# Königsmoos
Königsmoos – miejscowość i gmina w Niemczech, w kraju związkowym Bawaria, w rejencji Górna Bawaria, w regionie Ingolstadt, w powiecie Neuburg-Schrobenhausen. Leży około 10 km na południe od miasta Neuburg an der Donau.

## Demografia
| Rok  | Liczba mieszk. |
| ---- | -------------- |
| 1970 | 3 195          |
| 1987 | 3 226          |
| 2000 | 3 911          |
| 2005 | 4 184          |

### Struktura wiekowa
Dane o ludności z 31 grudnia 2008:
| Opis                                | Ogółem | Ogółem | Kobiety | Kobiety | Mężczyźni | Mężczyźni |
| ----------------------------------- | ------ | ------ | ------- | ------- | --------- | --------- |
| Jednostka                           | osób   | %      | osób    | %       | osób      | %         |
| Populacja                           | 4287   | 100    | 2115    | 49,34   | 2172      | 50,66     |
| Wiek przedprodukcyjny (0–17 lat)    | 904    | 21,09  | 440     | 10,26   | 464       | 10,82     |
| Wiek produkcyjny (18–65 lat)        | 2722   | 63,49  | 1305    | 30,44   | 1417      | 33,05     |
| Wiek poprodukcyjny (powyżej 65 lat) | 661    | 15,42  | 370     | 8,63    | 291       | 6,79      |

## Polityka
Wójtem gminy jest Heinrich Seißler z FW, wcześniej stanowisko to obejmowała Auguste Schmid, rada gminy składa się z 16 osób.
|      | CSU | SPD/PFW | FW | BG | Razem |
| 2008 | 6   | 2       | 5  | 3  | 16    |
| 2002 | 6   | 2       | 5  | 3  | 16    |

## Współpraca
Miejscowości partnerskie:
- Großkarolinenfeld, Bawaria
- Hergenfeld, Nadrenia-Palatynat